# Municipalité de Rodeo
Rodeo est une des 39 municipalités, de l'état de Durango au nord-ouest du Mexique. Son chef-lieu est la ville de Rodeo. Sa superficie est de 1 854,9 km².
En 2010, la municipalité a une population de 12 788 habitants, contre 11 231 habitants en 2005.
La municipalité de Rodeo compte 71 localités dont les plus importantes sont (avec la population de 2010 entre parenthèses) : Rodeo (4 666), Abasolo (1 208), classées rurales.

### Localisation

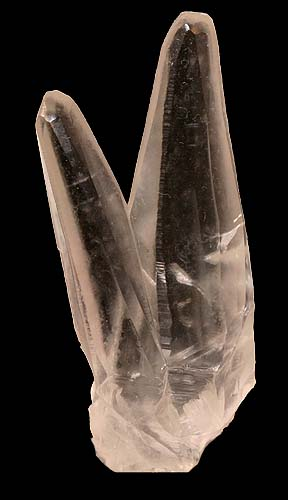
Cristal de calcite de la municipalité de Rodeo